# Hadsten-senderen
Hadsten-senderen (også betegnet Lyngå-senderen) er en tv- og radiosender med mast, beliggende udenfor Lyngå, knap 7 km sydvest for Hadsten. Sendemasten er 318 m. høj.
Den blev opført i 1988, da tv-sendenettet i Danmark skulle udvides med UHF-signaler, således at der var plads til at sende TV 2 og lokal-tv.
Senderen er beliggende på adressen Brundtvej 11, 8370 Hadsten, og ejes, som de øvrige TV 2-master, af Terracom.
Hadsten-senderen sender følgende signaler:
| Frekvens   | Kanal       | Polarisering | Effekt | Højde | Signal      |
| ---------- | ----------- | ------------ | ------ | ----- | ----------- |
| 227,36 MHz | VHF-III 12C | Vertikal     | 2 kW   | 199 m | DAB-1       |
| 232,49 MHz | VHF-III 13B | Vertikal     | 2 kW   | 199 m | DAB-2       |
| 511,25 MHz | UHF-IV 26   | Horisontal   | 50 kW  | 311 m | DVB-T MUX 1 |
| 658 MHz    | UHF-V 44    | Horisontal   | 50 kW  | 311 m | DVB-T MUX 2 |